# Gulden
Der Gulden bezeichnete ursprünglich eine Goldmünze, später aber auch eine Recheneinheit und eine Silbermünze. Daher unterscheidet man Goldgulden, Rechnungsgulden und Silbergulden.
Von der ersten Goldmünze dieser Art, dem Florentiner (Fiorino d’oro), lateinisch florenus aureus, leiten sich sowohl die Namen Floren oder Florene (deutsch), Florijn (niederländisch), Florin (französisch und englisch) und Forint (ungarisch) ab als auch die international gängigen Abkürzungen fl. oder f. Demgegenüber setzte sich im Süden und Westen des Heiligen Römischen Reiches schon früh der Name Gulden durch (gekürzt aus mittelhochdeutsch guldin pfenninc oder guldin pfennic).

## Begriffsabgrenzungen
Die Begriffe Gulden oder Floren werden nicht immer eindeutig gebraucht. Es gibt Münzen, die zwar als solche bezeichnet werden, z. B. die englischen Florins von 1343/44, die aber fast doppelt so viel Gold enthalten wie das Florentiner Original. Oft wurden ganz allgemein alle Goldmünzen als Gulden oder Floren bezeichnet. Andererseits gibt es Münzen, die nicht als solche bezeichnet werden, ihn aber offensichtlich nachahmen und ihm im Goldgehalt entsprechen, z. B. den französischen Petit Royal Assis von 1291.

## Goldgulden

### Vorgeschichte
Seit dem frühen Mittelalter waren im westlichen und nördlichen Europa keine Goldmünzen mehr geprägt worden, da dort selbst kaum Gold gefördert wurde und der Zufluss aus dem Orient und Afrika durch den Zusammenbruch des Römischen Reichs und die Ausbreitung des Islams zum Erliegen kam. Die wenigen Goldmünzen, die es im Abendland noch gab, stammten meist aus dem Oströmischen Reich, auch Byzanz genannt, dessen Goldsolidi als „Bézants“ oder „Bisanter“ bezeichnet wurden.

### Ursprung in Italien: der Fiorino d’oro 1252

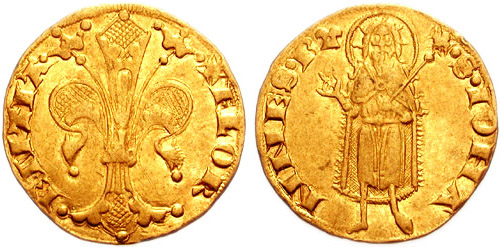
Fiorino, 1347
A: FLOR–ENTIA – Florentiner Lilie
R: ·S·IOHA–NNES·B – Johannes der Täufer

Mit dem Einsetzen der Kreuzzüge und der Wiederaufnahme des Orienthandels floss dann wieder Gold ins Abendland. Besonders durch den Handel mit Nordafrika (Maghreb) konnten die Kaufleute mit europäischem Silber günstig afrikanisches Gold z. B. aus dem Goldland Bambouk im heutigen Mali kaufen. Um das im Silberhandel oder dem noch lukrativeren Salzhandel erworbene Gold mit Gewinn wieder abzusetzen, waren Goldmünzen das geeignete Medium. Gold hatte in Europa gegenüber Silber einen erheblich besseren Kurs (1:10 bis 1:12 in Europa gegenüber 1:6 bis 1:8 im Maghreb). Auf diese Weise wurden gute Gewinne gemacht und zugleich gelangte auch ein wertstabiles Zahlungsmittel auf den Markt. Denn mit der Intensivierung des Fernhandels entstand das Bedürfnis nach einem größeren Nominal. Der seit über fünf Jahrhunderten allein geprägte Denar oder Pfennig genügte diesen Anforderungen nicht mehr.
Es waren folgerichtig die drei großen oberitalienischen Mittelmeer-Handelsmächte, die mit der großangelegten Prägung von Goldmünzen den Anfang machten: 1252 gab Florenz mit dem Fiorino d’oro den Anstoß zur Ausprägung von Goldmünzen im westlichen Europa. Von Venedig wurde seit 1284 die zweite gesamtabendländische Goldmünze, der Zecchino oder Ducato (Dukat), im gleichen Münzfuß herausgegeben. Demgegenüber war der Genovino der dritten Handelsgroßmacht Genua weniger erfolgreich.
Der Florentiner Gulden hatte ein Gewicht von 3,537 g und sollte in reinem, also 24-karätigem Gold ausgebracht werden. Allerdings war dies bei den damaligen technischen Möglichkeiten nicht ganz durchführbar, so dass der Feingehalt etwas darunter lag, bei ca. 23¾ Karat, was ein Feingewicht (reines Goldgewicht) von ca. 3,5 g bedeutete. Dies sollte dem Wert eines Rechnungspfundes von 240 Pfennigen entsprechen. Auf der Vorderseite des Floren war eine große Lilienblüte (lateinisch: flos) abgebildet, das Stadtsymbol von Florenz, auf der Rückseite der Stadtheilige Johannes der Täufer. In Florenz selbst wurden die Floren mit gleichem Münzbild und Feingehalt bis 1533 geprägt.

### Beginn der Nachprägungen
Die Florenen wurden von Beginn an in außerordentlich großer Zahl ausgegeben, um 1336 sollen es in Florenz jährlich 350.000 bis 400.000 gewesen sein. Sie breiteten sich relativ schnell aus: Schon 1283 werden floreni aurei im Salzburgischen erwähnt, ab 1317 ist ihr Umlauf im übrigen Deutschland nachgewiesen. So konnte es nicht ausbleiben, dass sie bald von anderen Staaten auch nachgeprägt wurden.
Dies geschah vor allem in Mittel- und Osteuropa, während in England, Frankreich und Spanien Florenen nur gelegentlich imitiert wurden. Frankreich und England hatten mit dem Écu d’or (seit 1266) und dem Noble (seit 1344) ihre eigenen erfolgreichen Goldmünzen, die ihrerseits – auch im Reich – Nachahmung fanden.

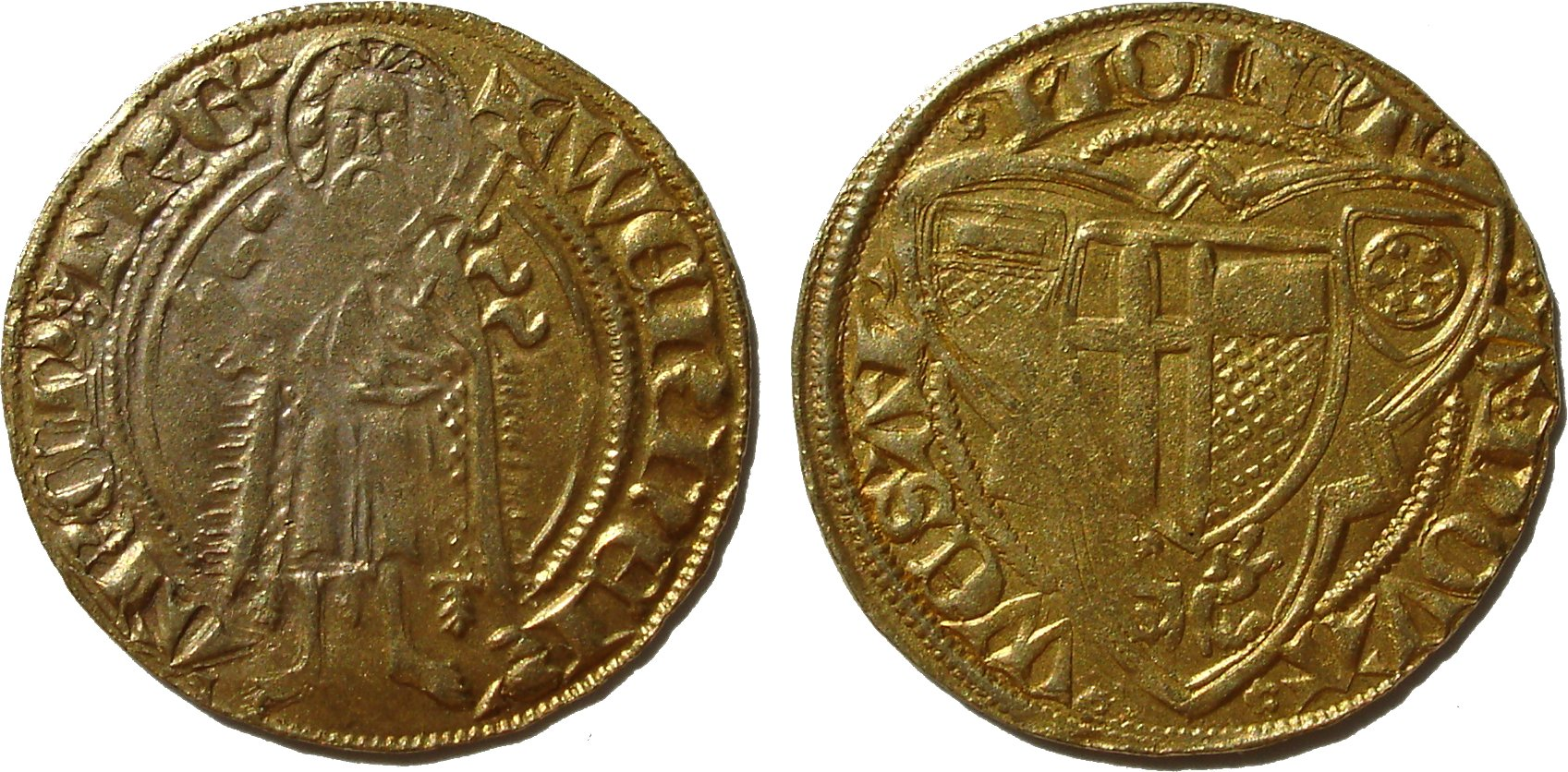
Goldgulden mit sichtbarer Silbertönung

Während die Florentiner Gulden in Goldgehalt und Gepräge im Wesentlichen gleich blieben und die Nachprägungen anfänglich die Originale mehr oder weniger genau nachahmten, gingen die Münzstände vor allem im Westen des Reichs schon ab Mitte des 14. Jahrhunderts aufgrund fehlender eigener Goldvorkommen und des immer knapper werdenden Goldes dazu über, den Goldgehalt heimlich zu reduzieren, also dem Gold die Legierungsmetalle Silber und Kupfer beizumischen. Dadurch ließ sich der Schlagschatz zugunsten des Münzherrn und des Münzmeisters beträchtlich erhöhen. War der Anteil dieser Metalle zu groß, ließen sich die Beimischungen nicht mehr verheimlichen: Der Goldton der Münzen ging bei zu viel Silber deutlich ins Weißliche oder Bläuliche (siehe unten, Niederlande) oder bei zu viel Kupfer ins Rötliche über. Auch das Florentiner Münzbild wurde nur so lange beibehalten, wie man auch den Münzfuß beibehielt. Danach wurde die Lilie durch Wappen der Münzherren ersetzt, bei Reichsstädten durch den Reichsadler, und der hl. Johannes durch die jeweiligen Orts- oder Regionalheiligen, durch Christus oder die Madonna – oder auch durch Herrscherbildnisse.
In dem Augenblick, in dem das Münzbild sich änderte, wurde auch die Unterscheidung zwischen Florentiner Gulden und venezianischem Dukaten hinfällig, die bei (annähernd) gleichem Gewicht ja nur aufgrund des Gepräges getroffen wurde. So werden z. B. die späteren ungarischen Goldgulden (siehe unten) häufig auch als Dukaten bezeichnet, da sie genau wie diese ihr Feingewicht von ca. 3,5 g die ganze Zeit über behielten, während Gulden sich als Name für diejenigen Floren einbürgerte, die mit der Veränderung des Münzbildes auch den Goldgehalt verringerten.

### Ausbreitung im Heiligen Römischen Reich

#### Böhmen
Der Beginn einer eigenen Goldprägung im Heiligen Römischen Reich außerhalb Reichsitaliens fällt in das Jahr 1325, als König Johann von Böhmen in Prag Goldgulden schlagen ließ. 1350 wurde von Kaiser Karl IV. erstmals das Münzbild geändert: Statt Lilie und Johannes den Täufer zeigt die Münze das böhmische Löwenwappen und den Kaiser selbst, welcher später durch den böhmischen Nationalheiligen Wenzeslaus ersetzt wurde. Da Böhmen über reiche Goldvorkommen verfügte, wurden seine Gulden, wie die gleichzeitig ausgegebenen ungarischen, lange Zeit mit gleichem Feingehalt geprägt und daher auch als Dukaten bezeichnet. Später verlor der böhmische Gulden dann an Wert, in der Valvationstabelle der 2. Augsburger Reichsmünzordnung von 1559 wird er sogar noch um ⅓ Karat schlechter bewertet als der rheinische Gulden, nämlich mit 181⁄6 Karat. Daneben wurden Floren um 1345 auch noch in den schlesischen Herzogtümern Liegnitz und Schweidnitz geschlagen, die damals böhmische Lehen waren.

#### Lübeck

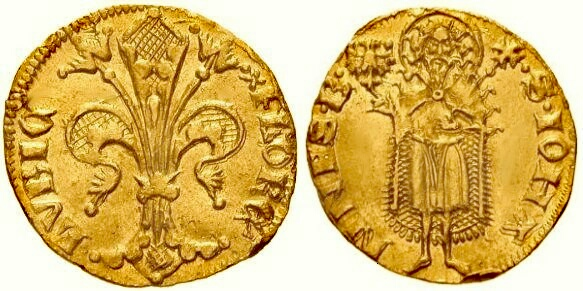
Goldgulden: Lübeck 1341
A: FLORE LUBIC
R: ·S·IOHA–NNES·B·

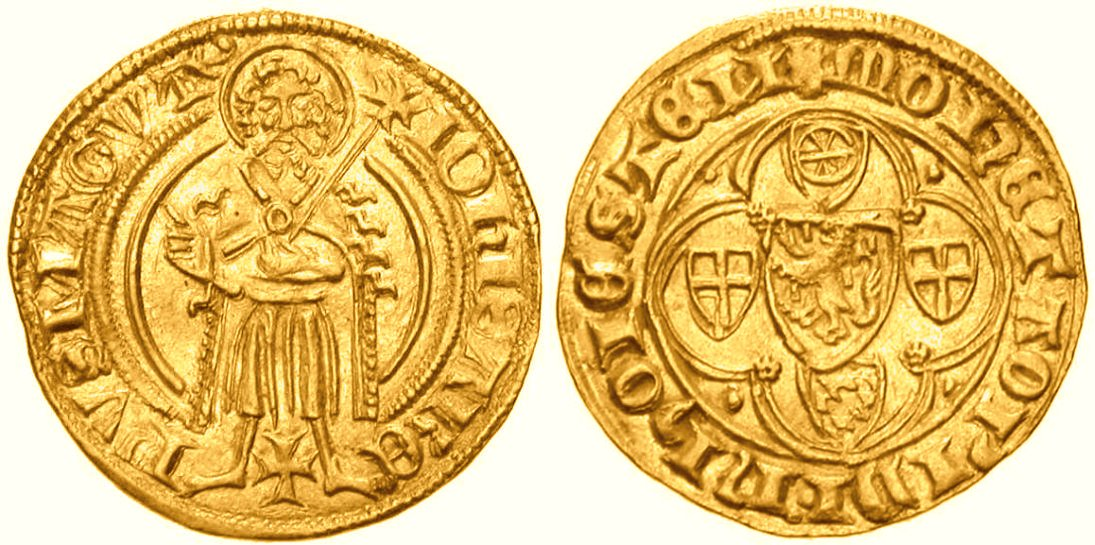
Rheinischer Gulden des Mainzer Kurfürsten Johann II. von Nassau (geprägt um 1400 in Höchst)

Der erste Floren im deutschsprachigen Raum wurde 1340 in Lübeck geprägt. Mit der Landshuter Urkunde vom 25. März 1340 erhielt die Stadt von Kaiser Ludwig IV. dem Bayern (1314–1347) das Privileg zur Ausbringung eines Guldens nach Florentiner Gepräge. Bereits 1342 waren 30.000 Floren mit einem Raugewicht von 3,53 g geschlagen worden; bis 1675 prägte man Gulden in verschiedenen Typen, die letzten zeigen auf der Vorderseite das Stadtwappen, auf der Rückseite den Reichsadler.

#### Rheinischer Gulden und Apfelgulden
Der Rheinische Gulden (lat.: florenus Rheni) war im Spätmittelalter die regionale Goldwährung im Geltungsbereich des Rheinischen Münzvereins. Das einzige Münznominal dieser Währung war ebenfalls der Rheinische Gulden, Abkürzung: Rfl., auch fl. (rh.).

#### Sachsen

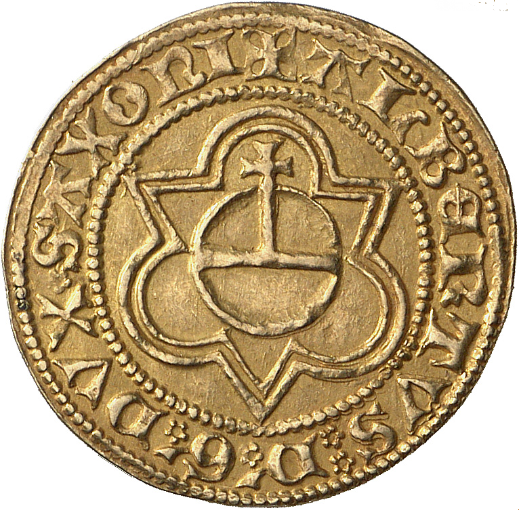
Goldgulden (Groschenzeit Sachsen)

Die ersten Goldgulden der Wettiner mit dem stehenden St. Johannes und dem Reichsapfel im Dreipass ließ der Kurfürst Friedrich II. in der Münzstätte Leipzig zwischen 1454 und 1461 vom Goldmünzmeister Hans Stockart mit seinem Münzmeisterzeichen „Kreuz“ schlagen. Der Beginn der Goldguldenprägung fällt in die Zeit, in der die rheinischen Kurfürsten von Köln, Mainz, Trier und Kurpfalz nach langer Pause die gemeinsame Goldprägung wieder aufgenommen hatten. Schrot und Korn (Gewicht und Feingewicht) der ersten sächsischen Gulden waren dem Ausbringen der rheinischen Gulden angeglichen. Goldgulden wurden in Sachsen außer in Leipzig noch in den Landeshauptmünzstätten Freiberg ab 1548 und Dresden ab 1557 geprägt.
Die sächsischen Goldgulden der Groschenzeit ähneln den rheinischen Gulden. Der kleine sächsische Wappenschild zwischen den Beinen des stehenden Johannes des Täufers ist ein sicheres Erkennungszeichen. Hauptquelle des Reichtums der sächsischen Fürsten waren in der zweiten Hälfte des 15. Jahrhunderts die reichen Silbervorkommen im Bergbau in den erzgebirgischen Gruben. Der Grund für die Goldmünzung war hauptsächlich der sich auf Leipzig konzentrierende internationale Handelsverkehr.

#### Südöstliche Alpenländer
- Habsburgische Lande: In österreichischen Urkunden beginnen sich ab etwa 1330 Geschäftsabschlüsse mit Florentiner und ungarischen Goldgulden zu mehren. Die ersten Goldgulden in den sogenannten habsburgischen Erblanden wurden von Herzog Albrecht II. (1330–1358) um 1350 im steirischen Judenburg geprägt, das sich im Laufe des 13. und 14. Jahrhunderts zu einem bedeutenden innerösterreichischen Wirtschaftszentrum entwickelte und vor allem für den venezianischen Handel bedeutsam war. Das Gold für die Judenburger Guldenprägung kam aus den Hohen Tauern. Unter Albrecht III. (1365–1395) erfolgte die Umstellung der österreichischen Gulden auf eine Darstellung der Wappen Österreichs (gemeint: das heutige Nieder- und Oberösterreich) und der Steiermark auf dem Avers. Die Guldenprägung Albrechts III. erreichte nur noch einen sehr bescheidenen Umfang und musste eingestellt werden, vermutlich wegen mangelnder Rentabilität der Goldbergwerke, aber auch weil seine Gulden mit den hochwertigen Goldgulden des benachbarten Ungarn nicht mehr konkurrieren konnten.[12] Schließlich ließ der spätere Kaiser Ferdinand I. ab 1527 nur noch Dukaten prägen.[13] Ab 1870 wurden in der österreichisch-ungarischen Doppelmonarchie zur Vorbereitung auf den Beitritt zur Lateinischen Münzunion zwei Goldmünzen im Wert von 4 Gulden = 10 Franken und 8 Gulden = 20 Franken geprägt. Der Beitritt kam dann doch nicht zustande, die Münzen wurden aber bis 1892 weitergeprägt, und wenn sie auch nicht allgemein umliefen, wurden sie doch zur Zollwährung, mit der die Zölle an den Grenzen zu bezahlen waren.[14] Heute werden diese Münzen offiziell von der Münze Österreich mit der Jahreszahl 1892 als Anlagemünzen nachgeprägt.

- Tirol: Der Tiroler Landesherr Sigismund von Tirol (1427–1496), österreichischer Erzherzog, auch „der Münzreiche“ genannt, verlegte die Tiroler Münze von Meran im heutigen Südtirol nach Hall nahe der Landeshauptstadt Innsbruck und ließ dort ab 1478 Goldgulden prägen. In Ermangelung eigener Goldvorkommen ließ er dazu ungarische Goldgulden und italienische Dukaten einfach auf den rheinischen Münzfuß ummünzen.[15] Angesichts der reichhaltigen Silbervorräte ging Sigismund dann dazu über, ab 1484 Großsilbermünzen im Wert von ½ und ab 1486 im Wert von 1 Rheinischen Gulden schlagen zu lassen. Damit begründete er eine neue Münze, die sich im Laufe des 16. Jahrhunderts zu einer der wichtigsten in ganz Europa entwickeln sollte: den Taler.

- Daneben seien noch die Gulden der Fürsterzbischöfe von Salzburg und der Grafen von Görz erwähnt.

#### Schweiz
In der Schweiz war der Gulden im Mittelalter als Zahlungsmittel weit verbreitet. In schriftlichen Quellen taucht er bereits um 1300 auf, eigene Prägungen gibt es aber erst viel später: 1429–1509 wurden in Basel von Reichs wegen Apfelgulden geprägt; mit eigenen Prägungen folgten Bern 1484, und zwar nicht aufgrund eines kaiserlichen, sondern eines päpstlichen Privilegs, Solothurn in den 1480er Jahren, Freiburg im Üechtland 1509, Zürich um 1510 und die Stadt Basel 1512. Im 17. Jahrhundert folgten die Freiherren von Haldenstein, die Stadt Schaffhausen und Stadt und Hochstift Chur. Insgesamt blieben der Umfang der Prägungen recht bescheiden, da eigene Goldvorkommen fast gänzlich fehlten. Die letzten Goldgulden wurden ohne Jahresangabe um 1790 in Basel-Stadt geprägt und 1796 in Luzern als 12 Münzgulden (Gesamtgewicht 7,64 g) und 24 Münzgulden (Gesamtgewicht 15,28 g) im Wert von 62⁄5 bzw. 124⁄5 Reichstalern.
Bei seiner Einführung entsprach der Gulden gewöhnlich einem Pfund örtlicher Währung. Durch die Verschlechterung der lokalen Kleinmünzen verschob sich dieses Gleichgewicht jedoch mit der Zeit zugunsten des Guldens. Aufgrund des instabilen Wertverhältnisses entwickelte sich der Gulden neben der Goldmünze zur Rechenmünze. In Zürich, Bern, Luzern und andernorts entsprach dieser Rechnungsgulden 2 Pfund oder 40 Schilling oder 15 Batzen oder 60 Kreuzern. In der savoyischen Westschweiz war der Gulden in 12 sols oder gros zu je 12 deniers unterteilt. In einigen Orten (Kantonen) rechnete man neben der alten Pfundwährung in Gulden (Zürich, Ostschweiz, Innerschweiz), in anderen in Kronen (Bern, Freiburg, Solothurn). In der Neuzeit prägten verschiedene Orte Silbermünze mit der Bezeichnung Gulden.

#### Niederlande

Goldgulden Bayern(Straubing)-Holland
R: Wappen von Bayern-Holland mit Umschrift FLORIN DE HOLAND –
A: ·Herzog mit 2 Wappenschilden (Bayern und Holland) mit Umschrift GUIELMUS DUX + COMES HOL.

Im Herzogtum Geldern und in der Grafschaft Flandern wurden nach 1361 Goldmünzen geprägt, die sogenannten Goldenen Löwen (Gouden Leeuw), die gelegentlich als Löwengulden bezeichnet werden, trotz eines Gewichts von 4,25 g, bzw. 5,36 g und einem von der Florene völlig verschiedenen Münzbild. Ebenfalls keine Gulden im eigentlichen Sinn sind die Prägungen der Herzöge von Burgund aus dem Haus Valois, die ab 1386 als Erben der flandrischen Grafen Goldmünzen mit einem Gewicht von 4,07 g oder 4,22 g und eigenem Münzbild prägen ließen. Die ersten wirklichen Goldgulden, holländisch Florijn genannt, wurden nach 1378 von Herzog Wilhelm I. von Bayern-Straubing, der zugleich als Graf Wilhelm V. Holland regierte (1350–1389) geprägt. Von 1467 bis 1489 ließen die burgundischen Herzöge in Brabant nach dem damaligen rheinischen Münzfuß den Andriesgulden schlagen, der später auch Florin de Bourgogne genannt wurde. Das auf ihm erstmals auftauchende Andreaskreuz mit seiner späteren Variante, dem Astkreuz, blieb kennzeichnend für die Münzen der Habsburger bis zum Ende ihrer Prägungen in den südlichen Niederlanden, dem heutigen Belgien (1792/1800).
Die Verschlechterung des Münzfußes wurde in den Niederlanden noch weiter vorangetrieben als im Rheinland. Teilweise war die Silberbeimischung so stark, dass sie für jedermann sichtbar den Goldton verdrängte. Goldgulden mit einem hohen Silberanteil wurden auch blaue Gulden, niederländisch blauwe guldens, genannt. 1499, als ein Rheinischer Goldgulden noch mit 20 Stuivers berechnet wurde, hatten niederländische Gulden nur noch folgende Werte:
- der Postulatsgulden des Hochstifts Utrecht: 12½ Stuivers
- der Arnolds- oder Reitergulden des Herzogtums Geldern: 10½ Stuivers
- der Horngulden, benannt nach dem Bischof von Lüttich Johan van Hoorn (1484–1506): 10 Stuivers. Dieser war der berüchtigtste von allen, enthielt als Tiefstwert nur noch etwa 415 ‰ Gold. In der Folge wurde Horngulden ein allgemeiner Ausdruck für minderwertige Gulden, und Horngold war noch bis ins 18. Jahrhundert ein Begriff für minderwertiges Gold.[19]

Der erste habsburgische Herrscher Philipp der Schöne (1482/94–1506) ließ ab 1496 in Brügge den nach ihm und seinem Namenspatron benannten Philippus- oder Brabanter Gulden prägen, der mit 3,259 g Gesamtgewicht (Aufzahl 71¾ auf die Kölner Mark) bei 16 Karat etwas über den sonstigen niederländischen Gulden jener Zeit lag; um 1525 wurde er mit 25 Stuivers bewertet.
Im Verlauf des 16. Jahrhunderts stieg der Florijn bei steigendem Goldpreis und fallendem Silberpreis wieder auf 28 Stuivers. Daneben wurde ab 1517 von Kaiser Karl V. der Karolusgulden zum Wert von 20 Stuivers seit 1521 in Gold (Carolus d’or oder Gouden Carolus; Feingewicht 2,12 g, jedoch schnell auf 1,71 g bei 14 Karat abgesenkt) und seit 1543 in Silber (Carolus d'argent oder Zilveren Carolus) geschlagen. In der Folge wurden beide Werte zu Rechnungsgulden, die ihrerseits im 17. Jahrhundert auch als Silbermünzen geprägt wurden.

### Sonstige Länder

#### Ungarn

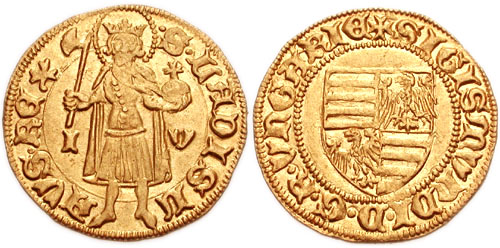
Gulden von Kaiser Sigismund als König von Ungarn mit seinem Wappen (rechts) und dem Bildnis des hl. Königs Ladislaus I. (links)

Einen Sonderfall unter den Nachprägungen stellt der ungarische Gulden dar, insofern als er das ursprüngliche Raugewicht von 3,55 g bei einer Reinheit von 23¾ Karat, also einem Feingewicht von 3,51 g, bis 1553 beibehielt. Ermöglicht wurde dies durch die eigenen, reichhaltigen Goldvorkommen in den Karpaten. Aufgrund dieser Wertbeständigkeit ist der ungarische Gulden trotz seines Namens eher als ein Dukat zu verstehen – und wird auch häufig als solcher bezeichnet.
Der erste Floren wurde 1325 von König Karl I. Robert (1308–1342) geprägt. Lediglich das Münzbild änderte sich im Laufe der Jahre: Das Bildnis des hl. Johannes wurde seit ca. 1390 durch das des Königs Ladislaus I, des Heiligen (1077–1095) ersetzt, 1467 durch die Madonna, die Patrona Hungariae, das klassische Münzbild Ungarns bis 1939. Er war eine begehrte Handelsmünze, wurde in Italien unter dem Namen Ungaro oder Ongaro nachgeprägt und diente seinerseits in Polen und Schweden als Vorbild für deren Goldmünzenausbringung; ein Unikum wird sogar aus Russland gemeldet. (Für die 4- und 8-Forint-Stücke der Jahre 1870–1892 siehe oben, Habsburgische Lande.)

#### Papsttum
Die ersten nach dem Original geprägten Florenen stammen von dem in Avignon residierenden Papst Johannes XXII. (1316–1334), der seit 1322 in Pont-de-Sorgues prägen ließ. Nach 1350 wurde immer noch in Avignon der Florenus de Camera im vollen Goldgewicht der Florene geprägt, aber auch als Recheneinheit verwendet. In Rom ließen die Päpste ab 1475 für ein Jahrhundert neben dem Dukat und dem Scudo d’oro nochmals einen Floren prägen. Dieser Fiorino di camera zeigt in der Regel auf der Vorderseite das Wappen, in der Spätzeit auch die Büste des Papstes, auf der Rückseite Petrus im Schiff.

#### Frankreich
Ab 1291 ließ König Philipp IV. (1285–1314) eine Goldmünze schlagen, die zwar im Gewicht, jedoch nicht im Gepräge der Florene entsprach, weswegen sie meist nicht als Florin, sondern wegen des Münzbildes mit dem sitzenden König als Petit Royal Assis bezeichnet wird. Demgegenüber war der Florin Georges Philipps VI. (1328–1350) nur dem Namen nach ein Floren, sein Feingewicht betrug 4,7 g. Einen echten Florin mit Originalgepräge, den Florin d’or du Languedoc gab dann Johann II. (1350–1364) im Jahr 1360 aus; ansonsten prägten die französischen Könige ihre eigenen Goldmünzen, vor allem den schwereren Écu d’or in verschiedenen Ausprägungen, der ebenfalls vielfach nachgeprägt wurde, u. a. von Kaiser Ludwig IV. dem Bayern nach 1337. Neben den königlichen Florins gab es auch von Fürsten ausgegebene, die ersten bereits 1327 in der Dauphiné, die letzten stammen aus dem beginnenden 17. Jahrhundert aus Ostfrankreich.

#### England
Bereits 1257 gab Heinrich III. (1216–1272) den Gold Penny heraus, der gelegentlich als Floren bezeichnet wird, trotz seines Gewichtes von nur 2,93 g bei einem völlig anderen Münzbild. Ähnliches gilt für den Florin oder Double Leopard Eduards III. (1327–1377) von 1343/44. Er hatte ein Raugewicht von 6,998 g und ein Feingewicht von 6,963 g, d. h., er war fast doppelt so groß wie die Florene, und weist ebenfalls ein völlig anderes Gepräge auf. Er musste nach wenigen Monaten aus dem Verkehr gezogen werden, da sein Goldwert über dem Nennwert von 6 Schilling lag. Ersetzt wurde er noch im gleichen Jahr durch den noch schwereren Noble, der sich rasch neben dem Goldgulden als Handelsmünze im westlichen Europa bis in den Ostseeraum hinein verbreitete und ebenfalls häufig nachgeprägt wurde.

#### Spanien
Der erste Floren des heutigen Spanien, der Florí d’or català oder Florí mallorquín, wurde von Jaume III. von Mallorca 1342 ausgegeben. Er entsprach mit Ausnahme der Legende dem Original, genau wie der ihm 1346 folgende Florín aragonés des Königs von Aragonien Peters IV. (1336–1387). Sein Feingehalt sank dann relativ rasch von 3,42 g bei 24 Karat auf 18 Karat im Jahr 1370 ab. Daneben gab es kurz nach der Jahrhundertmitte nach aragonesischem Vorbild noch Prägungen des Königreichs Kastilien, wo die Hauptgoldmünze allerdings die Dobla castellana war, und des Königreichs Navarra. Insgesamt waren die Prägezahlen der spanischen Königreiche eher niedrig.

#### Rom
Seit 1350 gab der römische Senat den Fiorino Romano aus, der bei einem Gewicht von 3,5 g auch als Dukat bezeichnet wird. Das Münzbild zeigt einerseits Christus mit dem Evangelium, andererseits den hl. Petrus mit einem vor ihm knienden Senator.

#### Russland
In der Zeit nach 1470 ließ Zar Iwan III. (1462–1505), wahrscheinlich von einem italienischen Künstler entworfen, nach dem Vorbild des Ungaro (siehe oben) die erste russische Goldmünze nach westlichem Vorbild prägen – in der Stückzahl von 1.

#### Dänemark
Hier wurden Goldgulden im angeblichen Wert eines Rheinischen Guldens, dänisch Rhinsk Gylden, immer wieder als Kriegsmünzen ausgegeben, d. h., sie dienten der Bezahlung von Kriegskosten, was – wie in solchen Fällen fast immer – bedeutete, dass der Edelmetallgehalt heimlich gesenkt wurde. 1490 ließ König Hans (1481–1513) solche Münzen mit der Aufzahl 72 aus der 17-Karat rauen Kölner Mark prägen; die letzten stammen von Christian IV. (1588–1648) aus dem Dreißigjährigen Krieg mit der Aufzahl 72 aus der 18¼-Karat rauen Mark. Daneben wurden Ungersk Gylden, also ungarische Goldgulden, bzw. Dukaten, geprägt, und zwar von Frederik I. (1523–1533) bis Christian IV.

#### Polen
Hier war das Münzwesen während des ganzen 15. Jahrhunderts vernachlässigt worden. Daher begann die Guldenprägung vergleichsweise spät: Erst Sigismund I. ließ 1528 Gulden, polnisch Złoty, nach dem Vorbild des ungarischen Guldens in Krakau prägen. Sein Wert entsprach anfänglich 30 Krongroschen, und dieser Wert blieb als Rechnungsmünze erhalten, auch als die Groschen im Laufe der Zeit immer minderwertiger ausgebracht wurden.

#### Schweden
Wie in Dänemark sind hier zwei Arten von Floren zu unterscheiden, die beide nur sehr kurze Zeit geprägt wurden: einmal als erste schwedische Goldmünze überhaupt, der 1568–1573 von König Erik XIV. (1560–1568) und seinem Bruder Johann III. (1568–1592) nach ungarischem Vorbild ausgebrachte Ungersk Gyllen, also „ungarische Gulden“, der genau wie jener aufgrund seines Goldgehaltes eigentlich ein Dukat war; zum andern von 1569 bis 1571 der Krongyllen im Fuß des Rheinischen Guldens mit seinem sehr reduzierten Goldgehalt von 2,48 g.

### Heiligenbildnisse auf Goldgulden

#### Johannes der Täufer
Johannes der Täufer ist der erste Heilige, der auf den Goldgulden abgebildet wurde.

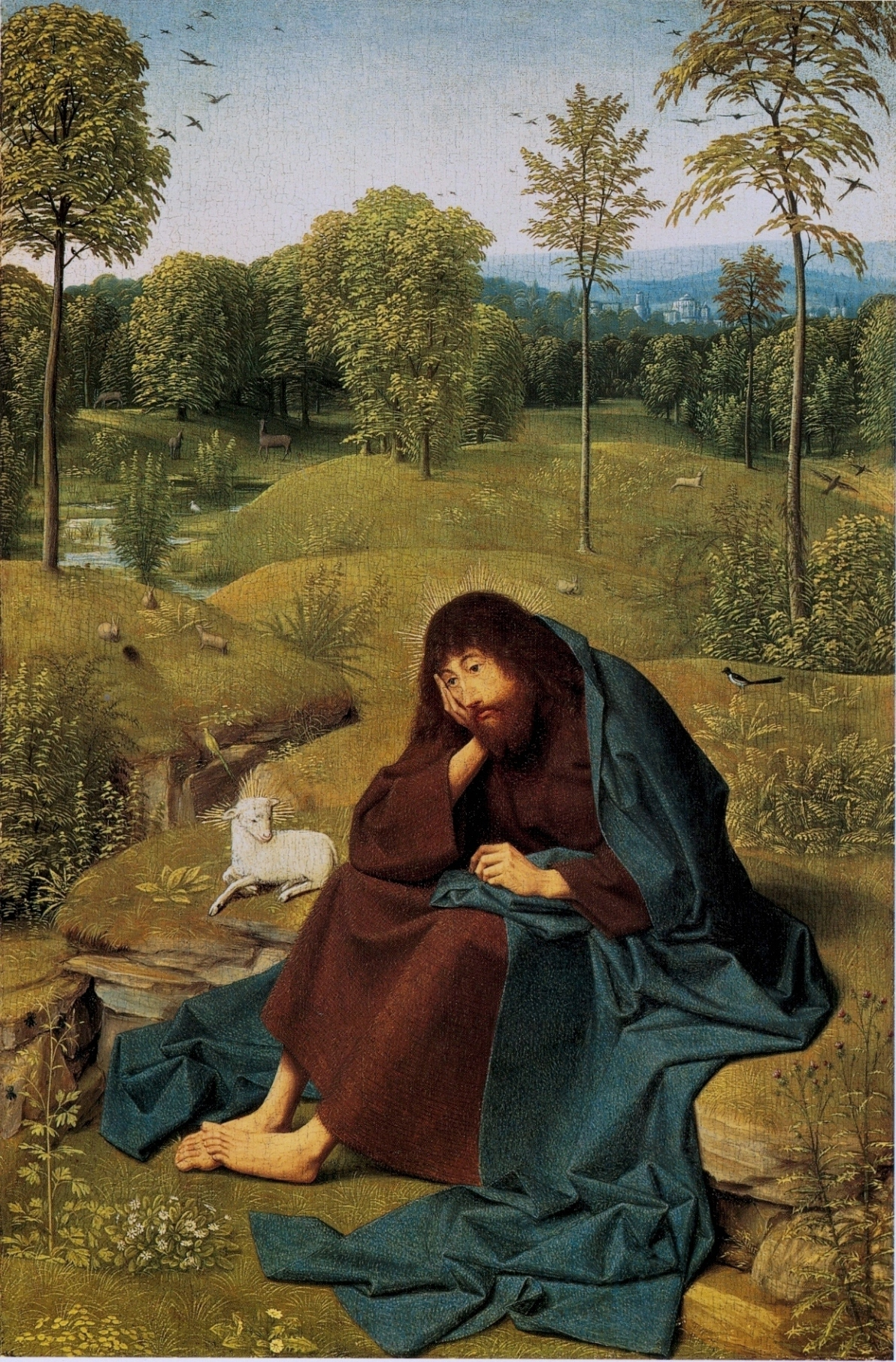
Johannes der Täufer
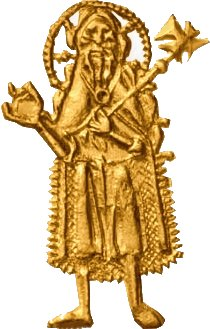
CNA E1 – um 1350
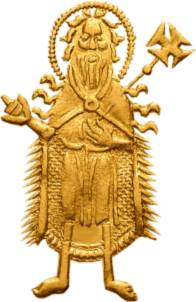
Felke 129 – 1366 bis 1368

Heiliger Johannes mit Kreuzzepter, die Linke zum Segen erhoben mit Wollmantel.

#### Apostel Petrus

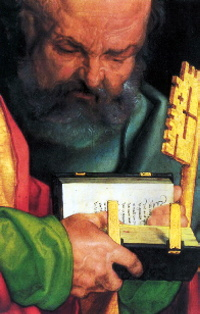
Simon Petrus (Ausschnitt aus Die vier Apostel von Albrecht Dürer (1526))
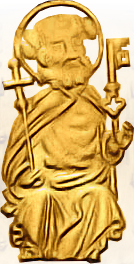
Felke 349 – Petrus mit Kreuzstab und schwebendem Schlüssel
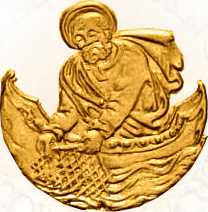
Muntoni 19 – Petrus im Boot, Netz auswerfend

#### St. Laurentius
Der Heilige Laurentius des Nürnberger Lorenzguldens, der im Gegensatz zum gleichzeitigen Sebaldusgulden minderwertig ausgebracht wurde.

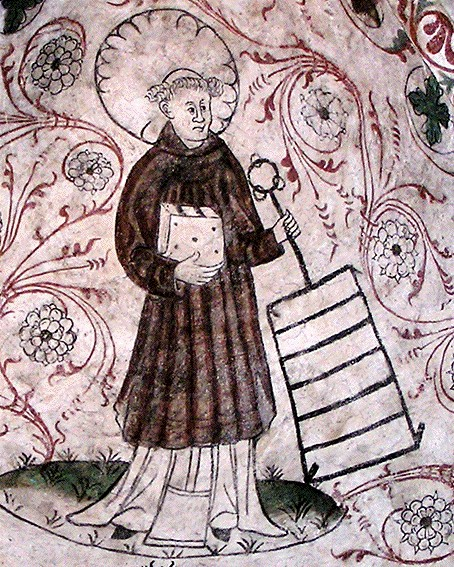
St. Laurentius mit Feuerrost
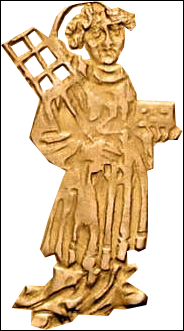
Kellner 2 – St. Laurentius mit Feuerrost über rechter Schulter
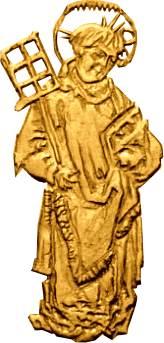
Kellner 10 – Entwurf unter Mitwirkung von Albrecht Dürer

Der Entwurf zu dem Heiligen St. Laurentius auf dem Goldgulden entstand unter Mitwirkung Albrecht Dürers. Geprägt hat der verantwortliche Münzmeister Dietherr.

## Rechnungsgulden und Silbergulden
Der Übergang vom Goldgulden zum Silbergulden erfolgte häufig über den Rechnungsgulden: Letzterer entstand dadurch, dass man zu einem bestimmten Zeitpunkt den Wert eines Goldguldens ausgedrückt in einem kleineren Nominal, also Groschen, Kreuzer, Albus usw. einfach beibehielt, gleichgültig ob die zugrundeliegende Goldmünze im Wert weiter stieg oder fiel. Im Laufe des 16. Jahrhunderts begann man dann die Rechnungsgulden auch als Silbermünzen auszuprägen.

### Guldiner oder Guldengroschen
Aufgrund des Goldmangels in Deutschland ließ Erzherzog Sigismund in der Grafschaft Tirol ab 1486 Silbermünzen im Wert eines Rheinischen Goldguldens prägen. Diese Guldiner oder Guldengroschen genannte Münze wurde zum Vorläufer des Silberguldens und des Talers. Sie hatte ein reines Silbergewicht von ca. 31,9 g und war in 60 Kreuzer unterteilt.

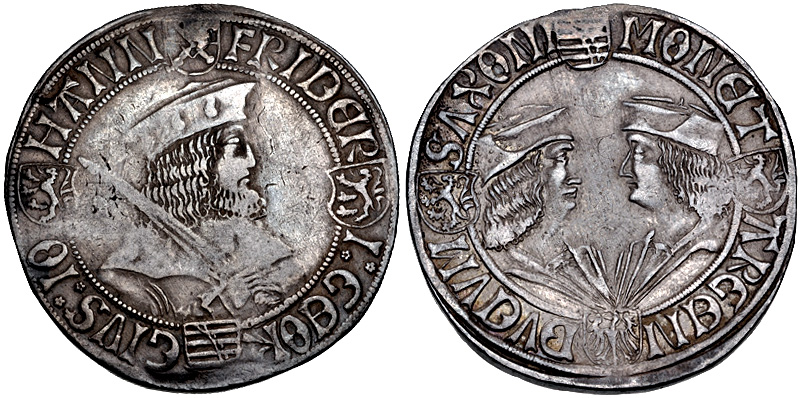
Kurfürst Friedrich III. und die Herzöge Georg und Johann, zwischen 1500 und 1507 nach der Münzordnung von 1500 geschlagener Gulden ohne Jahreszahl und Mmz. aus der Münzstätte Annaberg oder evtl. der Münzstätte Wittenberg (Silber; Durchmesser 40 mm; 28,92 g)

Die ersten in größerer Anzahl geprägten Großsilbermünzen, die silbernen Gulden, wurden im Jahr 1500 im Kurfürstentum Sachsen in der Münzstätte Annaberg/Frohnau und evtl. in der Münzstätte Wittenberg nach der sogenannten Leipziger Münzordnung von 1500 geprägt. Bereits die 1492 und 1493 in Zwickau und Schneeberg geprägten Bartgroschen sowie die ab 1496 besonders in Schneeberg in großen Mengen zu 21 Stück auf den Goldgulden geprägten Zinsgroschen dienten der Vorbereitung der ab 1500 eingeführten silbernen Guldenwährung. Der Handel musste vorher mit der entsprechenden Menge an Kleinmünzen versorgt werden. Die Prägung der Großsilbermünzen erfolgte nach der sächsischen Münzordnung von 1500 (8,53 Gulden „auf die feine Mark“; Gewicht 29,23 g; Feingewicht 27,41 g). Das Feingewicht des silbernen Guldens entsprach wertmäßig dem damaligen Goldwert des rheinischen Goldguldens bis zur ersten sächsischen Münztrennung. Von 1505 bis 1525 erfolgte die Ausmünzung des Guldens nach dem geänderten Münzfuß von 1505: Gewicht 29,23 g, Feingewicht 27,20 g. Die als Klappmützentaler bezeichneten Gulden wurden auch in den Münzstätten Buchholz und Leipzig geschlagen.
Seit 1518 wurden von den Reichsfreiherren Schlick im Joachimstal in Böhmen aus dem dortigen Bergsilber Guldengroschen mit der Bezeichnung Joachimstaler geprägt, die bald nur noch Taler genannt wurden und die Bezeichnung Guldengroschen aller dieser Nominale ablösten.
In den Jahren 1524 und 1551 wurde auf den Reichstagen in Esslingen (Esslinger Reichsmünzordnung) und Augsburg (Augsburger Reichsmünzordnung von 1551) der Versuch unternommen, einen Reichsguldiner zu schaffen, der im gesamten Heiligen Römischen Reich als Standardmünze gelten sollte. Diese Reichsguldiner sind aufgrund ihrer Größe, ihrer Bewertung mit 63, bzw. 72 Kreuzern und ihrer Bindung an den Goldgulden als Vorläufer des Talers und nicht des Guldens anzusehen. Sie wurden kaum geprägt, weil die bereits in Massen umlaufenden sächsischen, böhmischen und sonstigen Guldengroschen nach einem etwas leichteren Münzfuß ausgebracht wurden und es viel zu teuer und aufwändig gewesen wäre, diese einzuziehen und nach dem Reichsfuß umzuprägen.

### Rechnungsgulden

#### Der Reichs-Rechnungsgulden
Schon von Anfang an war der Silbergulden, der bald nur noch Gulden genannt wurde, als eine Zusammenfassung von 60 Kreuzern verstanden worden. Dies entsprach auch dem damaligen Wert des Goldguldens. Da betrügerische Münzherren bis ins 19. Jahrhundert hinein ihren Gewinn bei der Münzprägung immer wieder dadurch vergrößerten, dass sie vor allem den kleineren Nominalen – denjenigen für das „gemeine Volk“ – immer weniger Silber beimengten, sank der von sechzig Kreuzerstücken repräsentierte Wert langsam aber stetig. Die Folge war, dass der später tatsächlich geprägte Gulden, der Speziesgulden, bei gleichbleibendem Silbergehalt im Wert relativ zu den Kleinmünzen stieg, während der Rechnungsgulden zusammen mit diesen absank.
Als Rechnungsmünze tritt der Gulden erstmals im Reichsabschied von 1551 in Erscheinung: Vom neuen Reichsguldiner wurden 864⁄127 aus der feinen Kölner Mark (233,856 g) Silber geprägt. Da er aber auf 72 Kreuzer festgesetzt worden war, hatte eine feine Kölner Mark in Rechnungsgulden zu 60 Kreuzern einen Wert von „zehen floren, zwölf kreuzer, und ain Vierthail ains kreuzers, 17⁄127 ains Pfennigs“, mit anderen Worten 864⁄127 Guldiner enthielten Silber im Wert von 1026⁄127 (Rechnungs-)Gulden. Dieser blieb bis ins 19. Jahrhundert die wichtigste Rechnungsmünze in Süd- und Westdeutschland. In Norddeutschland wurde Mitte des 17. Jahrhunderts der Reichstaler zu einer Rechnungsmünze im Wert von 24 Guten Groschen = 36 Mariengroschen (= 90 Kreuzer). Damit zerfiel Deutschland, was die Hauptrechnungsmünze angeht, endgültig in die norddeutschen „Taler-Länder“ und in die süddeutschen „Gulden-Länder“. Es ergaben sich folgende feste Verhältnisse: 1 Reichsgulden (Fl.) = 60 leichte oder rheinische Kreuzer (Kr. oder Xr.) = ⅔ Reichstaler (Rtl.) = 16 Gute Groschen (ggr.) = 24 Mariengroschen (Mgr.).

#### Regionale und lokale Rechnungsgulden
Neben dem Reichsgulden zu 60 (rheinischen) Kreuzern gab es noch viele regionale und lokale Gulden, die ebenfalls in der Regel nicht geprägt wurden, sondern „eingebildete“ Münzen waren. Als wichtigste seien genannt:
- der Meißnische Gulden, der eine Zusammenfassung von 21 Meißnischen oder Guten Groschen = ⅞ Rtl. = 21⁄16 Fl. darstellte. 1584 wurde der Meißnische Rechnungsgulden vom Kurfürstentum Sachsen auch tatsächlich geprägt, und zwar als Goldmünze mit der Aufschrift: REICHSGVLDEN ZU XXI GR.[36]
- der Fränkische Gulden als Wert von 60 fränkischen Kreuzern, denen 20 Gute Groschen = 75 rheinische Kreuzer = 5⁄6 Rtl. = 1¼ Fl. entsprachen. Fränkische Kreuzer wurden in den Fürstentümern Würzburg, Bamberg, Ansbach und Bayreuth geprägt, wo auch im Fränkischen Gulden gerechnet wurde. Im Hochstift Würzburg wurde dieser Gulden in 168 Pfennig unterteilt, in Bamberg in 252, ebenso in Ansbach und Bayreuth, dort seit Mitte des 17. Jahrhunderts jedoch in 240 Pfennigen.[37] In Nürnberg wurde der rheinische Gulden verwendet. Um 1800 wurde der norddeutsche Taler zum süddeutschen Gulden zu 1 fl, 45 kr., also 105 Kreuzer, festgesetzt, was dem Satz, den sich der fränkische Gulden gegen den „Preußentaler“ erkämpft hatte entspricht.[38]

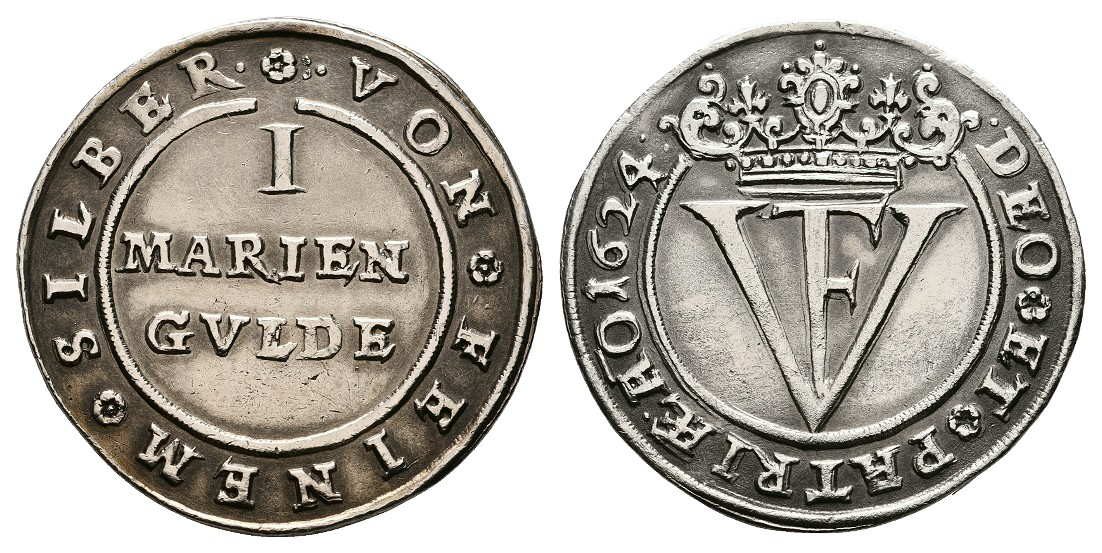
1 Mariengulden 1624, Braunschweig-Wolfenbüttel, Friedrich Ulrich (Welter 1058)

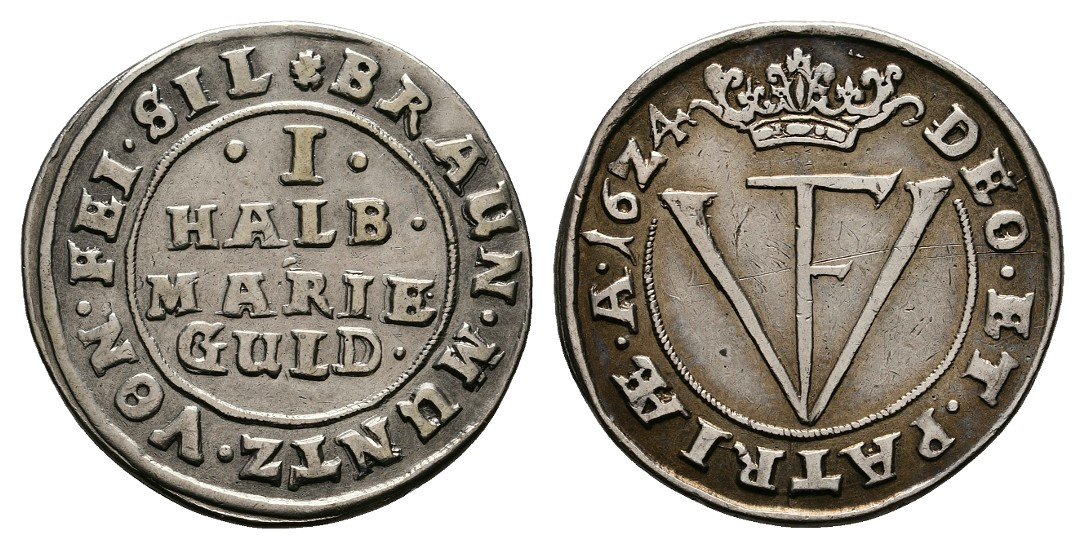
1/2 Mariengulden 1624, Braunschweig-Wolfenbüttel, Friedrich Ulrich (Welter 1063)

- der niedersächsische Mariengulden, auch Gulden Münze genannt, als Rechnungseinheit für 20 Mariengroschen im Wert von 50 rheinischen Kreuzern = 5⁄9 Rtl. = 5⁄6 Fl. 1623 und 1624 wurden der Mariengulden (I MARIEN GVLDE)[39] und sein Halbstück (I HALBE MARIE GULD)[40] in Braunschweig-Wolfenbüttel auch geprägt.
- die Rechnungsgulden in den Rheinlanden: Hier war die Situation besonders unübersichtlich. Noch zu Zeiten, als es nur den Goldengulden gab, finden sich in Köln seit 1398 der Kölner Pagament- oder Kaufmannsgulden zu 20 Albus, seit 1418 der Kölner Rheingulden zu 20½ Albus, seit 1468 der oberländische Gulden zu 24 Albus und seit 1476 der Zollgulden zu 27 Albus. In Trier gab es seit 1444 den Moselgulden, lat. florenus simplex, der 24 trierischen Albus oder Petermännchen im Wert von 40 rheinischen Kreuzern = 4⁄9 Rtl. = ⅔ Fl. entsprach; des Weiteren seit 1580 den Trierer Rheingulden, lat. florenus rhenanus, im Wert von 36 Albus und seit 1615 den Radergulden, lat. florenus rotatus, im Wert von 24 Raderalbus = 48 trierische Albus oder 2 Moselgulden.[41]
- der Aachener Gulden: Das Aachener Münzsystem stand völlig außerhalb desjenigen des Reiches; der Aachener Gulden war eine Zusammenfassung von 12 Aachener Albus = 6 Aachener Mark im Wert von 10 rheinischen Kreuzern = 1⁄9 Rtl. = 1⁄6 Fl. Ganz kurz nur, von 1619 bis 1621, wurde dieser Gulden auch als Münze mit der Aufschrift VI MARCK[42] geprägt.
- der Niederländische Gulden blieb bis 2002 die Währung der Niederlande. Er wurde in 20 Stuiver zu 16 Penningen (= 8 Deut) unterteilt und entsprach 40 Groten = 2⁄5 Rtl. = 3⁄5 Fl. = 36 Kreuzer.

### Der Reichsguldiner/Guldentaler von 1559

Reichsguldiner von Herzog Albrecht V von Bayern Vs.: Wappen des Herzogtums Bayern Rs.: Reichsadler mit Wertangabe im Brustschild und Umschrift (Kaiser Maximilian II)

Als erste eigenständige Guldenmünze ist der reichs gildener der 2. Augsburger Münzordnung von 1559 anzusehen. Zuvor war man immer von der Maßgabe ausgegangen, dass der silberne Guldiner und der Goldgulden den gleichen Wert, nämlich 60 Kreuzer, hätten. Es zeigte sich zwar schon früh, ab etwa 1510, dass dies aufgrund der steigenden Goldpreise und des sinkenden Silbergehalts der Kreuzer nicht mehr stimmte, aber erst 1559 trug man diesem Umstand offiziell Rechnung: Aus einer Goldmünze und ihrem Silberäquivalent wurden drei unterschiedliche Münzen. Der Goldgulden war inzwischen auf einen Wert von 72 bis 75 Kreuzern gestiegen, die umlaufenden größeren Silbermünzen, im Reichsabschied erstmals als Taller in einem Reichsdokument offiziell zur Kenntnis genommen, wurden auf einen Wert von 68 oder 72 Kreuzern festgesetzt, und dem neuen Reichsguldiner sollte der ursprüngliche Wert von 60 Kreuzern zukommen. Dadurch fielen Speziesgulden und Rechnungsgulden wieder zusammen. Der Reichsguldiner hatte bei einer Aufzahl von 9½ auf die raue Kölner Mark ein Gesamtgewicht von 24,616 g, was bei einem Feingehalt von 14 Lot 16 Grän = 930,55 ‰ ein Feingewicht von 22,907 g und eine Aufzahl von 1014⁄67 auf die feine Mark ergab. Im Gegensatz zu den allermeisten Talern hatte er auch eine Wertangabe: Der Reichsapfel auf der Brust des doppelköpfigen Reichsadlers weist die Zahl 60 auf, bei den entsprechend kleineren Halbguldinern findet sich eine 30.
Auch diesem Reichsguldiner, später auch Guldentaler oder Güldenthaler genannt, war kein großer Erfolg beschieden, da die meisten Münzstände ebenso wie der Handel weiterhin am Taler festhielten. Der Reichsgulden wurde mit wenigen Ausnahmen nur von Kaiser Ferdinand I. für Österreich selbst und von einigen süddeutschen Territorien, insbesondere den Reichsstädten, geprägt. Vor allem Nürnberg gab von 1559 bis 1660 eine ununterbrochene Reihe dieser Münzen heraus, die meisten übrigen deutschen Münzstände stellten die Prägung nach einigen Jahren wieder ein. Ein Grund dafür mag darin gelegen haben, dass die Einheit von Spezies- und Rechnungsmünze sehr schnell wieder verloren ging: Genau wie der Reichstaler stieg auch der mit konstantem Silbergehalt geschlagene Reichsgulden im Wert gegenüber den immer minderwertiger ausgebrachten Kreuzern. 1594 wurde er mit 62 Kreuzern bewertet, als Nürnberg die Prägung als letzter Münzstand 1660 beendete, war er bis auf 1 Fl. 20 Kr. = 80 Kreuzer gestiegen.

### Münzen im Wert eines Rechnungsguldens des 17. bis 19. Jahrhunderts
Da der Reichsguldiner von 1559 bis Mitte des 17. Jahrhunderts auf einen Wert von 1⅓ Rechnungsgulden gestiegen war, begann man wieder Münzen im ursprünglichen Wert eines Guldens zu schlagen. Allerdings wurden diese bis auf ganz wenige Ausnahmen nicht unter dem Namen Gulden geprägt.
Den Anfang machte der Pfalzgraf bei Rhein 1658 mit der Prägung von 60-Kreuzer-Stücken: Diese wiesen zwar auch die Wertzahl 60 auf, durch die Aufschrift CHUR FÜRSTLICHER PFALZ LANDMÜNTZ wurde jedoch deutlich gemacht, dass es sich hier nicht um den Reichsguldiner, sondern um einen geprägten Rechnungsgulden handelte. In Norddeutschland bildete der Münzrezess von Zinna des Jahres 1667 den Startschuss für die Ausprägung von Guldenmünzen als ⅔ (Reichs-)Taler (= Rechnungstaler), 24 Mariengroschen oder 16 gute Groschen; in Lübeck und Hamburg wurden Gulden als 32 lübische Schillinge geprägt. Nur ganz wenige Münzen wurden tatsächlich unter der Bezeichnung Gulden ausgebracht, so EIN REICHSGVLDEN XVIII SCHIL VIII PFENNI des Hochstifts Münster von 1678 EIN GULDEN MECKLENBURGS von 1679/80 (Mecklenburg-Güstrow), und der Ausbeute-GVLDEN des Klosters Sankt Blasien von 1694.
Mit Gesetz des Kaisers Leopold I. vom 28. November 1692 wurde in Übereinstimmung mit dem Leipziger Münzfuß der Reichstaler auf einem Wert von 2 Gulden gesetzt. Damit entsprach der halbe Reichsspeziestaler bis 1750 im Wert einem Gulden. Ab 1751 wurden zuerst in Österreich, dann ab 1753 in Süddeutschland und nach dem Siebenjährigen Krieg 1763 auch in vielen Staaten Norddeutschlands halbe Konventionstaler geprägt, die allgemein als Konventionsgulden bezeichnet wurden. In Norddeutschland tragen diese Gulden die Wertzahl ⅔, weil sie als zwei Drittel des Konventionsrechnungstalers aufgefasst wurden.
Da die Kleinmünzen weiterhin im Materialwert, dem inneren Wert, sanken, musste bei diesen Guldenmünzen ebenfalls der Silbergehalt reduziert werden, um so die Einheit von Speziesmünze und Rechnungsmünze zu bewahren, d. h., der Münzfuß wurde immer leichter. Daraus ergibt sich, dass die obigen Münzen zwar alle als Gulden bezeichnet wurden, dass sie aber nicht denselben absoluten Wert hatten. Die wichtigen überregionalen Münzfüße waren:
| Münzfuß                    | Jahr    | Aufzahl 1 Fl. auf die feine Mark | Silbergehalt 1 Fl. |
| -------------------------- | ------- | -------------------------------- | ------------------ |
| Zinna                      | 1667    | 15¾                              | 14,848 g           |
| Leipzig (= Reichsfuß 1738) | 1690    | 18                               | 12,992 g           |
| Lübeck                     | 1726    | 17                               | 13,756 g           |
| Konvention                 | 1748/53 | 20                               | 11,693 g           |
| Preußen                    | 1750    | 21                               | 11,136 g           |

Bei der Berechnung des Silbergehaltes wurde  die Mark mit 233,86 g zugrunde gelegt. 
Ein Leipziger Gulden hatte also z. B. den Wert von ⅞ Zinnaischen Gulden und ein Konventionsgulden den Wert von 9⁄10 Leipziger Gulden.
Viele Staaten machten deutlich, dass zwischen den verschiedenen Ausprägungen des Guldens bei gleichem Münzfuß keine Unterschiede bestanden und gaben die verschiedenen Nominale gleichzeitig aus: Den Rekord hält Sayn-Wittgenstein-Wittgenstein, welches im Jahr 1675 1-Gulden-Stücke als XXIV MARIENGROSCHEN, XVI GUTE GROSCHEN, 60 Kreuzer und ⅔ Taler prägte. Zudem wiesen Münzen öfters mehrere Wertzahlen auf, z. B. ein Gulden des Hochstifts Paderborn von 1765 mit den Angaben: 24 MARIENGROSCHEN, XX STÜCK EINE FEINE MARCK (= ½ Konventionstaler) und ⅔ (Reichstaler); oder ein Gulden von Sachsen-Weimar-Eisenach von 1760 lautet auf ⅔ (Taler), 60 (Kreuzer) und 20 St. EINE FEINE MARCK. Dies zeigt deutlich die Tendenz zur Vereinheitlichung des deutschen Münzwesens auf, auch wenn verschiedene Münzstände neben den überregionalen immer wieder auch ihre eigenen, regional oder gar lokal beschränkten Münzen ausgaben.
Guldenmünzen dieser Art wurden bis ins 19. Jahrhundert geprägt, ein 60-Kreuzer-Stück im Konventionsfuß letztmals 1760 durch Sachsen-Weimar-Eisenach (siehe oben), ein 24-Mariengroschen-Stück im Leipziger Fuß 1834 durch Braunschweig-Lüneburg, ein 16-Gute-Groschen-Stück im Konventionsfuß 1834 durch das Königreich Hannover ein ⅔-Taler im Leipziger Fuß 1845 durch Mecklenburg-Schwerin und ein Konventionsgulden in Deutschland 1835 durch Sachsen Coburg und Gotha, in Österreich 1856.

### Die Gulden des 19. Jahrhunderts

#### Der rheinische (Silber-)Gulden
Die letzten im deutschsprachigen Raum geprägten Gulden wurden dann eine Angelegenheit der Länder Bayern, Baden, Württemberg und Österreich, wo der Rechnungsgulden ja auch zu Hause war, obwohl gerade hier seit ca. 1790 die Konventionstaler und ihre Teilstücke durch den Kronentaler vertrieben worden waren, mit anderen Worten, man rechnete in Süd- und auch in Westdeutschland zwar in Gulden, prägte aber lange Zeit keine entsprechenden Münzen (60 Kreuzer oder halbe Konventionstaler), während man in Norddeutschland nach Reichstalern rechnete, jedoch bis Mitte des 19. Jahrhunderts die oben aufgelisteten Guldenmünzen prägte.

### Bayern und Österreich
Im Jahre 1753 schlossen Österreich und Bayern eine Münzkonvention ab, in der Bayern den österreichischen 20-Gulden-Fuß von 1748/50 übernahm, welcher ab diesem Zeitpunkt als Konventionsfuß bezeichnet wird. In beiden Staaten wurden als Gulden halbe Konventionstaler mit der Aufzahl XX EINE FEINE MARK geprägt. Jedoch fand Bayern schnell heraus, dass die umlaufenden Kreuzer um einiges schlechter waren als der Konventionsfuß es verlangte: Das gute Konventionsgeld wurde mit zu hoch bewerteten, minderwertigen Kreuzern aufgekauft und verschwand so schnell wie es geprägt wurde. Um das zu verhindern, einigte Bayern sich 1754 mit Österreich dahingehend, dass es zwar weiterhin die Konventionsmünzen prägte, diese aber um 20 % höher bewertete‚ sprich verteuerte. In Bayern wurde ein Konventionstaler statt mit 120 Kr. mit 144 Kr, ein Konventionsgulden mit 72 Kr. statt mit 60 Kr. bewertet usw. Diese Variante des Konventionsfußes wurde in der Folge von den meisten süd- und westdeutschen Staaten übernommen.
Da ein Gulden nach damaliger Vorstellung als Zusammenfassung von 60 Kreuzern galt, ergab sich jetzt für diesen Teil des Heiligen Römischen Reiches ein neuer Rechnungsgulden, der sogenannte Rheinische Gulden. Das bedeutete, dass der Konventionsgulden, also der halbe Speziestaler, und der Rechnungsgulden wieder auseinanderfielen: 1 Konventionsgulden (Fl. C.M.) = 1 1/5 Rechnungsgulden (Fl. rhein.). Für letzteren ergab sich ein Münzfuß von 24 Gulden auf die feine Kölner Mark.
Unter dem Einfluss der brabantischen Kronentaler, die gegen Ende des 18. Jahrhunderts in Massen aus den Österreichischen Niederlanden eindrangen und zu hoch bewertet wurden, verschlechterte sich der Münzfuß des Rheinischen Guldens ab ca. 1793. Das wurde noch verstärkt durch die Auswirkungen der französischen Revolutionskriege. Da jedoch die Kronentaler in ihrem Münzfuß sehr unzuverlässig waren, bestand Uneinigkeit über den genauen Fuß: Er wurde auf 243⁄10, 24½, 2454⁄100 oder gar 24¾ geschätzt.
Die Kronentaler passten mit ihrer Bewertung zu 162 Kreuzern schlecht in das traditionelle Münzsystem, so dass nach dem Ende der Kriegswirren 1815 eine Reform des Münzwesens in den Ländern Bayern, Baden, Württemberg und Österreich dringlich erschien. Da offiziell immer noch der Konventionstaler galt und man daneben in größerer Zahl Kronentaler prägte, erschien es nicht ratsam, noch eine weitere Talermünze einzuführen. Stattdessen wurden ab 1821 Gulden geprägt, die erstmals auch tatsächlich als solche bezeichnet wurden.

#### Die frühen Gulden 1821–1837
Das Großherzogtum Baden übernahm – wie auch bei der Prägung von Goldgulden 1819 (siehe oben) und von Talern zu 100 Kreuzern 1829 – die Vorreiterrolle und gab von 1821 bis 1826 Gulden und zusätzlich von 1821 bis 1825 Doppelgulden heraus. Sie tragen die Aufschrift 1 G bzw. 2 G und waren im 24½-Gulden-Fuß ausgebracht, d. h., das Feingewicht betrug 9,545 g bzw. 19,090 g, bei einem Feingehalt von 750 ‰ bedeutete das ein Gesamtgewicht von 12,727 g bzw. 25,454 g. Das Königreich Württemberg folgte nach und prägte 1824 und 1825 jeweils Gulden (Aufschrift: EIN GULDEN-ST.) und Doppelgulden (Aufschrift: ZWEY GULDEN) im gleichen Fuß. Den dritten dieser frühen Gulden gab das Herzogtum Sachsen-Meiningen von 1830 bis 1837 aus. Er trägt die Aufschrift EIN GULDEN RHEIN, wurde im 243⁄10 Fuß geprägt, hatte also ein Feingewicht von 9,624 g und wog bei einem Feingehalt von 750 ‰ 12,832 g. → Hirschgulden

#### Die Gulden des Münchner Münzvertrags 1837–1856

Gulden des Münchner Münzvertrags

Doppelgulden des Münchner Münzvertrags

Diesen drei Versuchen fehlte jedoch die breite Basis, und es dauerte bis ins Jahr 1837, bis sich die Länder Bayern, Baden und Württemberg im Münchner Münzvertrag auf die allgemeine Ausgabe von Gulden einigten. Man setzte für den schlechteren Rheinischen Münzfuß (also 243⁄10 bis 24¾ statt 24 Gulden), bzw. den Kronentalerfuß einen Mittelwert von 24½ Gulden auf die feine Mark an und prägte die Münzen mit dem typischen Gepräge: 1 GULDEN, nebst Jahreszahl im Eichenkranz. Das Feingewicht betrug 9,545 g, ein Feingehalt von 900 ‰ bedeutete aber, anders als bei den badischen und württembergischen Gulden, ein Raugewicht von nur 10,606 g.
Die Einigung auf einen 24½-Gulden-Fuß bedeutete auch, dass die neue süddeutsche Leitmünze in einem bequemen Verhältnis zum preußischen Reichstaler im 14-Taler-Fuß stand. Im Dresdner Münzvertrag 1838 einigten sich die teilnehmenden norddeutschen und süddeutschen Staaten auf die Ausgabe einer Vereinsmünze zu 2 Taler = 3½ Gulden (Feingewicht: 33,408 g, Feingehalt: 900 ‰, Raugewicht: 37,12 g), wobei die Vereinsmünzen der süddeutschen Staaten meist das Gepräge der Gulden beibehielten: Wert im Eichenkranz. Ebenfalls ab 1838 wurden halbe Gulden (zu 30 Kreuzer) ausgeprägt. Siehe dazu als Beispiel den Vereinsdoppeltaler von Waldeck und Pyrmont von 1847 (Dicke Emma). 
Ab 1845 gaben diese dann noch 2-Gulden-Stücke (Feingewicht 19,090 g; Aufschrift: ZWEY GULDEN) aus, um so wieder eine dem Taler vergleichbare Münze zu haben, nachdem damit begonnen worden war, die unzuverlässigen und abgenutzten Kronentaler endgültig einzuziehen.

#### Die Gulden des Wiener Münzvertrags 1857
1857 wurde auf Betreiben Österreichs der Wiener Münzvertrag geschlossen, mit dem Österreich (zusammen mit Ungarn) und Liechtenstein ihre Währung wieder an den deutschen Zollverein anbinden wollten. Nachdem die Kölner Mark zu 233,856 g als Grundgewicht durch das Zollpfund zu 500 g ersetzt worden war, begann man die norddeutsche, die süddeutsche und die österreichische Währung in ein praktikables Verhältnis zueinander zu setzen. Bei genauer Umrechnung der jeweiligen Münzfüße hätten sich sehr krumme Werte ergeben; daher entschloss man sich, diese durch Aufrundung, d. h. Abwertung der Münzen, zu „begradigen“.
| Gebiet                        | Münzfuß auf die Kölner Mark | Münzfuß auf das Zollpfund | Münzfuß auf das Zollpfund | Abwertung % |
| ----------------------------- | --------------------------- | ------------------------- | ------------------------- | ----------- |
| Gebiet                        | Münzfuß auf die Kölner Mark | umgerechnet               | gerundet                  | Abwertung % |
| Norddeutschland               | 14-Taler-Fuß (= 21-Fl.-Fuß) | 29,93                     | 30                        | 0,223       |
| Bayern, Württemberg und Baden | 24½-Gulden-Fuß              | 52,38                     | 52,5                      | 0,223       |
| Österreich und Ungarn         | 20-Gulden-Fuß               | 42,76                     | 45                        | 4,975       |

"1/2 Gulden süddeutscher Währung" des Wiener Münzvertrages

"Gulden süddeutscher Währung" des Wiener Münzvertrages

Die Abwertung fiel für die Staaten Bayern, Württemberg und Baden mit 0,223 % kaum ins Gewicht, so dass die alten preußischen Taler (Feingewicht 16,704 g) und die süddeutschen Gulden (Feingewicht 9,545 g) mit den neuen Vereinstalern (Feingewicht 16,667 g) und den neuen Gulden (Feingewicht 9,524 g) einfach gleichgesetzt wurden. Im neuen Münzfuß wurde der Gulden „süddeutscher Währung“ nur noch von wenigen Staaten geprägt, und auch diese reduzierten ihren Ausstoß beträchtlich zugunsten der Vereinstaler. Außer Kurs gesetzt wurden die süddeutschen Guldenmünzen wie folgt: Doppelgulden 1874 zum Umtauschwert von 33⁄7 Mark, halbe Gulden 1875 zu 6⁄7 Mark und ein Gulden 1876 zu 15⁄7 Mark.
Für Österreich hatte die Umstellung auf das Pfund als Münzgrundgewicht größere Auswirkungen: Der neue Gulden „österreichischer Währung“ (Fl. ö. W.), auch Florin und in Ungarn Forint (Frt.) genannt, musste um fast 5 % abgewertet werden; hatte der Konventionsgulden ein Feingewicht von 11,693 g gehabt, so enthielt der neue Gulden nur noch 11,111 g Silber, er wog bei einem Feingehalt von 900 ‰ 12,34567 g. Österreich ergriff die Gelegenheit bei einer solch durchgreifenden Reform gleich auch noch die Stückelung zu ändern: Statt in 60 Kreuzer wurde der neue Gulden in 100 Neukreuzer geteilt.
Die neue Aufzahl von 45 auf ein Pfund fein bedeutete gleichzeitig, dass der preußische Taler, bzw. der Vereinstaler mit seiner Aufzahl von 30 nun doch noch einen eigenen Gulden im traditionellen Wert von ⅔ Talern erhielt, während der süddeutsche Gulden zwar 60 Kreuzern, aber nur 4⁄7 Talern entsprach. In der Folge wanderten die österreichischen Gulden in Massen zum Kurs von 70 Kreuzern nach Süddeutschland und Sachsen ab, obwohl sie laut Wiener Vertrag österreichische Landmünzen waren, die nicht für den Umlauf im gesamten Vertragsgebiet bestimmt waren. In Österreich dagegen verschwanden sie fast gänzlich aus dem Umlauf. Bei der Einführung der Reichswährung im Deutschen Kaiserreich ab 1871 entsprachen die Taler einem 3-Mark-Stück, mithin die österreichischen Gulden einem 2-Mark-Stück. Zwar wurde 1874 der österreichische Gulden in Deutschland verboten, aber die Bevölkerung hatte sich so sehr an ihn gewöhnt, dass ab 1876 als Ersatz, anders als ursprünglich beabsichtigt, auch 2-Mark-Stücke ausgegeben wurden. (Wenn man den Wert des Euro mit rund 2 Mark ansetzt, wäre der Euro über das deutsche 2-Mark-Stück als der – vorläufig – letzte Nachfahre des österreichischen Guldens anzusehen.)
In Österreich wurde der Gulden noch bis 1892 geprägt, dem Jahr, in dem auch Österreich monetär die Konsequenz aus seinem Ausscheiden aus Deutschland zog und als neue Währung die Krone zu 100 Hellern einführte. Allerdings blieben die Gulden noch bis 1900 zum Wert von 2 Kronen im Umlauf.

### Schweiz (inkl. Rechnungsgulden)
In der Schweiz waren die eigenen Prägungen von eher bescheidenem Umfang. Der Bedarf an Umlaufgeld wurde daher auch durch ausländische Münzen gedeckt, z. B. liefen süddeutsche Gulden im 19. Jahrhundert in größerer Zahl in der Nordostschweiz um. In Basel (seit 1564) und Schaffhausen wurden im 16. und 17. Jahrhundert die Guldentaler zu 60 Kreuzern ausgebracht; weitere Guldenmünzen wurden im 16. und 17. Jahrhundert im Hochstift Chur geprägt, im 18. Jahrhundert in Freiburg die Florins bons als 20-Sous-Stücke bis 1710, in Luzern Münzgulden bis 1714; Teilstücke bis 1796, in Schwyz Gulden im Luzerner Münzgulden-Fuß 1785 und 1797, und im Stift St. Gallen schließlich im Konventionsfuß und im Rheinischen 24-Guldenfuß von 1776 bis 1782. Des Weiteren verwendeten viele Kantone den Gulden als Rechnungsmünze. Zwischen 1803 und 1850 waren das Graubünden, Glarus, Luzern, Schwyz, Unterwalden, Zug, Zürich, Uri, St. Gallen, Appenzell, Schaffhausen, Thurgau und Neuenburg. Die Unterteilung sowie die Wechselkurse schwankten dabei beträchtlich: Im 18. Jahrhundert galt z. B. 1 Reichsgulden = 1¼ Luzerner Münzgulden = 2½ Sittener Gulden = 3 Freiburger Florins bons = 3¾ Freiburger Florins petits = 5 Florins de Genève; für das 19. Jahrhundert werden folgende Werte angegeben: 10 Zürcher Fl. = 10½ Glarner Fl. = 10⅔ Berner und Basler Fl. = 11 St. Galler Fl, der dem süddeutschen Rechnungsgulden im 24-Gulden-Fuß entsprach = 12 Luzerner Fl. = 12½ Zuger Fl. = 13 Urner Fl. = 133⁄5 Bündner Fl. = 50½ Genfer Florins. Geprägt wurde von diesen Gulden keiner.

### Gulden in anderen Ländern
- (Nördliche) Niederlande: Hier gab es zwei Rechnungsgulden, den auf dem Florijn beruhenden zu 28 Stuivers und den auf dem Karolusgulden beruhenden zu 20 Stuivers. Ersterer wurde ab 1601 unter dem Namen  Achtentwintig in Friesland als Silbermünze geprägt. Im Laufe des 17. Jahrhunderts wurde er von vielen niederländischen Provinzen und Städten – und auch von Ostfriesland – übernommen, dabei aber immer schlechter ausgebracht, so dass der Umlauf 1693 stark eingeschränkt wurde; demonetisiert wurden die noch umlaufenden guten Stücke allerdings erst 1846. Ab 1680 wurde er durch den Gulden zu 20 Stuivers ersetzt. Dieser enthielt ursprünglich 9,65 g Silber und blieb bis 2002 die Hauptwährungsmünze in den Niederlanden. 1816 wurde er in 100 Cent unterteilt und seit 1967 aufgrund der Silberpreisexplosion nur noch in Nickel geprägt.

- Ungarn: Eine lange Tradition mit den mittelalterlichen Goldgulden (1325–1553), dem Konventionsgulden (Konvenciós forint 1751–1857), dem Forint des Revolutionsjahres 1848/49 (nur Banknoten), dem Vereinsgulden (1857–1866) und dem ihm nachfolgenden österreich-ungarischen Gulden (1867–1892; ungarische Prägungen seit 1868) wurde 1946 nach der Hyperinflation durch den noch heute geltenden Forint fortgesetzt. Dieser wurde von Anfang an in unedlen Metallen ausgegeben.

- Polen: Der goldene Złoty wurde bei seiner Einführung 1528 mit 30 Krongroschen bewertet. Dieser Wert von 30 Grosz = 1 Złoty blieb als Rechnungsmünze erhalten, auch als der Groschen im Laufe des 16. und 17. Jahrhunderts rapide an Wert verlor – und der geprägte Złoty dementsprechend im Wert stieg. Im Laufe der Zeit stellte sich der Złoty auf ein stabiles Verhältnis gegenüber den Reichsmünzen ein; es galt: 1 Złoty = 4 Gute Groschen, 4 Złoty = 1 Gulden, 6 Złoty = 1 Reichstaler, 8 Złoty = 1 Speziestaler. Ab Mitte des 18. Jahrhunderts wurden diese dann in verschiedenen Nominalen und Münzfüßen auch geprägt, 1 Złoty z. B. als 30 polnische Groschen (1762,[84]) als 4 (Gute) Groschen (1766–1795[85]) als ⅛ Konventionstaler (1766–1786[86]) und ohne Wertangabe 1771.[87][88] Nach dem Ende des polnischen Königreichs 1795 wurden Złotys geprägt: im preußischen Teil 1796–1809 als 4 Groschen,[89] im Herzogtum Warschau 1810–1814 als 1⁄6 Talar;[90] in der Republik Krakau 1835;[91] in Kongresspolen 1817–1841;[92] Wertstellung gegenüber den russischen Münzen: 1 Złoty = 15 Kopeken = 3/20 Rubel. Seit 1924 ist der Złoty zu 100 Groszen wieder polnische Währungseinheit. Das 1-Złoty-Stück wurde nur bis 1925 in Silber ausgebracht, die größeren Nominale bis 1939; seither gibt es nur noch Sonderprägungen in Silber, die Umlaufmünzen bestehen aus Kupfer-Nickel.

- Preußen:[93] Auch Preußen besaß einen Rechnungsgulden zu 30 Groschen, dieser wurde aber im Verhältnis zu den Reichsmünzen doppelt so hoch bewertet wie der Złoty, also: 1 preußischer Gulden = 8 Gute Groschen, 3 Gulden = 1 Reichstaler. Entsprechend wurde ein solcher Gulden 1761 während der russischen Besetzung als 3 EIN R.TH COUR,[94] also ⅓ Reichstaler, geprägt.

- Danzig: Hier rechnete man bis 1793 ebenfalls nach dem preußischen Gulden; ausgeprägt wurden er und sein Doppelstück von den polnischen Königen 1762/63 als 30 GR,[95] 1760 als 2 PR. GULDEN[96] und 1767 als 60 GR.[97] Nach der Machtübernahme durch Preußen 1793 wurde der Gulden abgewertet; ab sofort galt: 1 Danziger Gulden = 6 Gute Groschen, 4 Gulden = 1 Reichstaler. Nach dem Ersten Weltkrieg schied Danzig 1920 wieder aus dem Deutschen Reich aus, behielt aber bis 1923 die deutsche Währung bei. Nach der Hyperinflation in Deutschland wurde ab 23. Oktober 1923 eine an das britische Pfund Sterling gekoppelte Guldenwährung eingeführt: Die Gulden zu 100 Pfennigen und ihre Vielfache bis 5 Gulden wurden bis 1932 in Silber ausgeprägt (1 Gulden = 5 g 750er Silber), danach in Nickel.

- Dänemark: 1516 wurde von Christian II. (1513–1523) der erste Sølvgylden, also Silbergulden, mit einem Feingewicht von 23,68 g geprägt. Spätere Sølvgylden sind mit einem Feingewicht von über 26 g als Vorläufer des dänischen Talers, des Speciedaler oder Rigsdaler, zu sehen, durch den sie ab der Regierungszeit Frederiks II. (1559–1588) abgelöst wurden.[98]

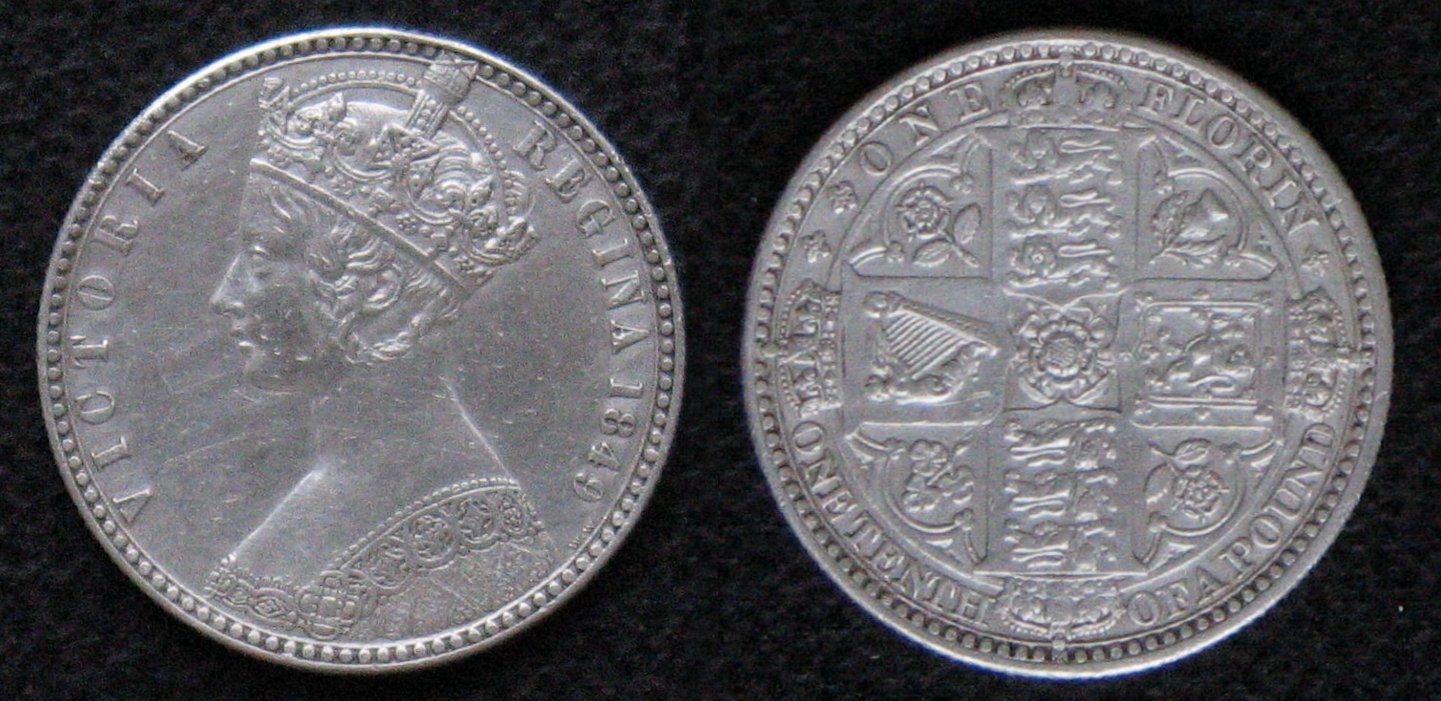
Florin von 1849

- Großbritannien: Das ab 1849 ausgegebene 2-Shilling-Stück bekam den Namen  Florin und trug im Laufe seiner Geschichte die Wertangaben ONE FLORIN (bis 1936), ONE TENTH OF A POUND (bis 1887) und TWO SHILLINGS (seit 1893). Dies war die erste britische Münze im Dezimalsystem; man entschied sich für die Benennung Florin, weil sie von Größe und Gewicht her (Raugewicht 11,31 g, Feingewicht 10,462 g) in etwa den auf dem Festland gleichzeitig umlaufenden Gulden-Münzen entsprach. Der ursprüngliche Silberanteil von 925 ‰ wurde 1920 auf 500 ‰ (= 5,66 g Silber) reduziert, ab 1947 wurde die im Volksmund immer noch Florin genannte Münze in Kupfernickel ausgegeben, mit der Einführung des Dezimalsystems 1971 durch das 10-New-Pence-Stück ersetzt und schließlich 1993 demonetisiert.

- Irland: In Anlehnung an die britische Münze wurde ab 1928 der Flóirín im Wert von 2 Schilling ausgegeben, der das gleiche Raugewicht wie der britische Florin hatte, bei einem Feingehalt von 750 ‰ jedoch 8,48 g Silber enthielt. 1951–1971 wurde er in Kupfernickel geprägt, mit der Einführung des Dezimalsystems 1971 durch das 10-New-Pingin-Stück ersetzt und schließlich 1994 demonetisiert.

- Europäische Kolonialmächte führten Gulden auch in ihren Kolonien ein:
  - Niederlande: In Niederländisch-Indien, dem heutigen Indonesien, wurden Gulden und ihre Teilstücke von 1821 bis 1945/51 geprägt; in Niederländisch-Guayana, seit 1975 unabhängig als Suriname, Gulden oder Guilders von 1962 bis 2004. Auf den Niederländischen Antillen wurde bereits 1828 der Antillen-Gulden als Recheneinheit eingeführt und ab 1944 auch geprägt. Er wurde 1986 auf Aruba durch den Florin und auf den BES-Inseln 2011 durch den US-Dollar ersetzt; auf Curaçao und Sint Maarten soll – angekündigt für ab 2013 – der Karibische Gulden an seine Stelle treten.[99]
  - Großbritannien: Florins wurden geprägt in Australien 1910–1963/66; in Ostafrika 1920 und 1921; in Südafrika 1923–1930 (danach als 2-Shilling-Stücke bis 1960); in Südrhodesien, dem heutigen Simbabwe, als 2-Shilling-Stücke 1932–1964/70; in Neuseeland 1933–1965/67; auf den Fidschi-Inseln 1934–1965/69; und in Malawi, der ehemaligen Kolonie Njassaland, 1964/71.[100]

### Wert
Im Jahr 1747 musste beispielsweise in der Grafschaft Sayn-Altenkirchen für einen Gulden ein Meister zwei Tage, ein Geselle etwa 2½ und ein Tagelöhner drei Tage zu jeweils 13½ Arbeitsstunden an den herrschaftlichen Bauten arbeiten.